# Pierre Bizot de Fonteny
Pour les personnes ayant le même patronyme, voir Bizot.
Pierre Bizot de Fonteny, né à Versailles le 29 août 1825 et mort le 9 mai 1908 à Chatoillenot en Haute-Marne, est un haut fonctionnaire et homme politique français, sous-préfet, puis député à partir de 1876, et sénateur sous la Troisième République de 1888 à son décès.

## Biographie

### Cadre familial
Pierre Bizot de Fonteny est fils de Jean-Baptiste Bizot (1780-1859), dit Bizot de Fonteny, chef d'escadrons de cavalerie, chevalier de la Légion d'honneur et garde du corps du roi Charles X, et de Marie Noémie Audige des Costieres (1791-1827).
En 1859, il épouse Marie Anna Vuilleret (1832-1887), fille de Joseph Vuilleret, capitaine du génie, chevalier de la Légion d'honneur et de l'ordre royal et militaire de Saint-Louis, et de Marguerite Baptiste Euphémie Valérie Berthod (fille de François Berthod, maire de Lure, puis président du tribunal civil de Lure, chevalier de la Légion d'honneur). 
Ces Vuilleret sont issus de la famille Vuilleret de Brotte, noblesse de robe de Franche-Comté.

### Mariage et descendance
De son mariage, Pierre Bizot de Fonteny est père de :
- Pierre Joseph, conservateur des eaux et forêts, chevalier de la Légion d'honneur, auteur de "Pratique raisonnée de la sylviculture à l'usage des propriétaires, régisseurs, marchands de bois et experts", et dernier porteur du nom Bizot de Fonteny.
- Marie Valérie, qui épouse Louis Edmond Bolot, sous intendant militaire de première classe (équivalent colonel), officier de la Légion d'honneur (d'où postérité toujours existante).
- Marie Charlotte, qui épouse René Auguste Ferdinand Le Mare, conseiller à la cour de Caen. D'où un fils et une fille qui épouse René Michel, colonel d'aviation, officier de la Légion d'honneur, croix de guerre, mort en 1945 en déportation (pour faits de résistance). Postérité existante.

Pierre Bizot de Fonteny repose dans le caveau familial du cimetière de Saint-Loup-sur-Aujon (Haute-Marne).

#### Les origines familiales
Par sa mère, Marie Noémie Audige des Costières, Pierre Bizot de Fonteny descend des plus grandes familles de colons de l'île de Saint-Domingue (Audigé, O'Shiell, Coustard de Massy, etc.), et est allié au maréchal de Mac-Mahon.
Généalogie du côté paternel: les Bizot sont une famille bourgeoise de Langres (voir article sur la famille Bizot/Bizot de Fonteny dans les généalogies du baron de L'Horme).
- Claude Bizot, répertorié à Langres dès 1581, y mort en 1606, père de:
- Jean Bizot, marchand tanneur à Langres, père de:
- Antoine Bizot (1629-1705), avocat à Langres, épouse Claire Fourel, fille d'Antoine Fourel, procureur, et de Claire Huguenin. Ils ont entre autres:
- Antoine II Bizot (1665-1739), assesseur, receveur alternatif des tailles, époux de Colombre Magnien, fille de François Magnien, procureur, et d'Anne Cressot. De leur union est issu:
- Pierre Bizot (1706-1777), conseiller au bailliage et siège présidial de Langres, maire de Langres de 1766 à 1773, qui épouse Simonne Ignace Boudrot (1707–1790), fille de Nicolas Boudrot (fils de Louis Boudrot, maire de Langres de 1692 à 1717), président en l’élection, et de Jeanne Barrois.  Ils sont les parents de:
- Antoine III Bizot (1742-1788), conseiller au bailliage et présidial de Langres, époux de Catherine Geneviève Petitjean (1735-1835), fille de Claude Petitjean, avocat, conseiller du roi, président du grenier à sel de Langres et maire de Langres de 1758 à 1760, et de Catherine Geneviève Baudiot. D'où:
- Jean Baptiste Bizot de Fonteny, père du sénateur.

#### Bizot, ou Bizot de Fonteny?
Le 6 juin 1868 est publié un décret indiquant que "le nom de "de Fonteny" sera ajouté à celui de Bizot."
Si l'acte de naissance de Pierre Bizot de Fonteny ne donne que le nom "Bizot", la particule était à cette époque déjà portée:  Jean Baptiste Bizot, le père du sénateur, portait régulièrement le nom "Bizot de Fonteny". De nombreux documents officiels le mentionnent dès 1815 (brevet de la Légion d'honneur de Jean Baptiste). 
Le décret de 1868 officialise donc le port de la particule par cette famille de bonne bourgeoisie.

### Le sous-préfet
Le 4 septembre 1870, Gambetta nomme Bizot de Fonteny — alors maire de Courcelles-sur-Aujon — sous-préfet de Wassy. Lorsqu’il prend son poste, la ville est au pouvoir des Prussiens qui, après être arrivés à Saint-Dizier dans la nuit du 19 au 20 août, ont investi Wassy le 24 août à l’issue du combat de Pont-Varin, entre les habitants de ce hameau et les uhlans. 
Bizot ne s’en établit pas moins à la sous-préfecture de Wassy et déploie la plus grande énergie contre les exigences de l’occupant. Sa résistance lui vaut d’être arrêté ; une voiture à bras à laquelle se sont attelés des uhlans vient chercher le prisonnier. Emmené en Allemagne, il y restera jusqu’à la conclusion du traité de paix. À son retour, il reprend possession de son poste à Wassy.
Le 28 août 1874, il est nommé sous-préfet à Embrun (Hautes-Alpes). N'acceptant pas ce poste (son dossier de sous-préfet aux Archives nationales mentionne qu'il aurait, en raison de ses idées républicaines, été éloigné de la Haute-Marne par le préfet bonapartiste), il démissionne de l'administration préfectorale.

### Le député
Député républicain de la Haute-Marne de 1876 à 1888. Il fait partie du groupe de Centre gauche. Lors de la crise du 16 mai 1877, il est l'un des 363 opposants au ministère de Broglie.

### Le sénateur
Durant 20 années (de 1888 à son décès en 1908), Pierre Bizot de Fonteny siège au palais du Luxembourg en tant que sénateur de la Haute-Marne:
Le 5 janvier 1888, il se présente au suffrage des électeurs lors des élections sénatoriales et est élu sénateur de la Haute-Marne (c’est son ami Philippe Roret qui le remplace à la Chambre des députés le 26 février 1888).
Son mandat lui est renouvelé en 1897 et 1906. 
Le 11 juin 1903, il est du groupe des 34 sénateurs — aux côtés de Georges Clemenceau et Boissy d'Anglas entre autres — qui dépose au Sénat la proposition de loi sur la séparation des églises et de l’État. 
Le futur ministre Léon Mougeot lui succède au Sénat.

## Mandats électifs

### Mandats nationaux
- Député de la Haute-Marne (circonscription de Langres) en 1876, son mandat est reconduit aux élections de 1877, 1881 et 1885.
- Sénateur de la Haute-Marne en 1888, réélu en 1897 et en 1906.

### Mandats locaux
- Maire de Courcelles-sur-Aujon de 1867 à 1870.
- Conseiller général du canton de Varennes-sur-Amance de 1880 à 1908. Inauguré le 22 octobre 1911, son buste a été placé sur la place de la commune de Terre-Natale, en Haute-Marne.
- Président du conseil général de la Haute-Marne de 1892 à 1898.
- Maire de Chatoillenot de 1896 à son décès.

## Sources
- Ressources relatives à la vie publique :   - Sénat
  - Base Sycomore
- « Pierre Bizot de Fonteny », dans Adolphe Robert et Gaston Cougny, Dictionnaire des parlementaires français, Edgar Bourloton, 1889-1891 [détail de l’édition]
- « Pierre Bizot de Fonteny », dans le Dictionnaire des parlementaires français (1889-1940), sous la direction de Jean Jolly, PUF, 1960 [détail de l’édition]
- Annuaire de la noblesse de France et des maisons souveraines de l’Europe, Paris, Typographie de E. Plon, Nourrit et Cie, 8 rue Garancière ; 1889 (quarante-cinquième année) ; page 323. Consultable sur le site internet de la BNF.
- Dossier personnel de sous-préfet conservé aux Archives nationales sous la cote F/1bI/156/24.